# Synyrias diffundens
Synyrias diffundens är en fjärilsart som beskrevs av Walker 1858. Synyrias diffundens ingår i släktet Synyrias och familjen nattflyn. Inga underarter finns listade i Catalogue of Life.